# Eucephalus vialis
Eucephalus vialis là một loài thực vật có hoa trong họ Cúc. Loài này được Bradshaw mô tả khoa học đầu tiên năm 1921.